# Bernat de Palaol
Bernat de Palaol (auch Bernat de Mallorques oder der Mallorquinische Kaufmann, wirksam um 1386) war ein mallorquinischer Troubador, der im letzten Viertel des 14. Jahrhunderts tätig war.

## Leben und Werk
Bernat de Palaol nahm an den mittelalterlichen Jocs Florals von Toulouse teil. Er führte im Mai 1386 eine poetische Debatte mit Jaume Rovira, ob man eine junge Dame lieben solle, die die ihr entgegengebrachte Liebe nicht erwidere, oder eine andere junge Dame von gleichem Wert, die den Liebenden dagegen selbst sehr schätze, zu der dieser sich selbst jedoch nicht hingezogen fühle. Welcher jungen Damen solle nun der Minnedienst gewidmet werden? De Palaol verteidigte die Liebe zu der zweitgenannten Dame. Die Richter der frohen Wissenschaft in Toulouse dagegen entschieden zugunsten von Jaume Rovira und der erstgenannten Dame. Ein Edelmann, so sagten sie, solle sich immer derjenigen Frau widmen, die er wirklich liebe und nicht derjenigen, die ihn liebe. Somit wurde Bernat de Palaol zum Verlierer dieser Debatte erklärt.
Das einzige Lied, das von Bernat de Palaol überliefert ist, ist Cercatz d’ara ençà, ja ne siatz bèla e bona.